# Dudley Phillips
Dudley Phillips (Maidenhead, 9 juni 1960) is een Britse jazz- en fusioncontrabassist en basgitarist.

## Biografie
Phillips, die zichzelf als autodidact zelf bas leerde spelen, ging vanaf 1979 naar de Guildhall School of Music and Drama en begon met het opnemen en spelen met diverse muzikanten als tromboniste Annie Whitehead, saxofonist Tim Whitehead, drummer Richard Bailey en vibrafonist Orphy Robinson. In 1992 formeerde hij de jazzband Perfect Houseplants met pianist Huw Warren, saxofonist Mark Lockheart en drummer Martin France, waarmee hij zes albums uitbracht.
Philipps werkte verder met Andy Sheppard, Billy Cobham, Jim Mullen, Iain Ballamy, Graham Collier, Steve Lodder en Martin Speake. Hij toerde internationaal met Bill Withers, Mica Paris, Womack & Womack, Mark Knopfler en Loreena McKennitt en is ook te horen op opnamen van Ryder, Robert Wyatt, Cedar Walton, Colin Towns, Marc Almond, John Harle, Tim Robbins, Amy Winehouse, Jacqui Dankworth, Ayub Ogada, Susheela Raman en Yazz Ahmed. Hij begeleidde ook muzikanten als Anja Garbarek en Sophie B. Hawkins. Op het gebied van de wereldmuziek trad hij op met Sibongile Kumalo, Amadou & Mariam, Mustapha Bukbu, Cibelle, Hossam Ramzy, Chonchi Heredia, Tunde Jegede en het Saurang Orchestra van Surinder Sandhu en op het gebied van folk met June Tabor, Mark Nevin, Mary Coughlan, Eddie Reader en singer-songwriter Adam Masterson. Hij werkte ook met Alexander Bălănescu, het Almeida Ensemble en de componisten Stephen Warbeck, Kevin Sargent en Will Gregory.
Dudley bracht eerst het album Life without Trousers uit onder zijn eigen naam. Het album BASSheARTMANtra (opgenomen zonder andere muzikanten) volgde in 2017. Als songwriter werkte hij voor Mônica Vasconcelos, het Orlando Consort, Perfect Houseplants en Filomena Campus. Hij is gastprofessor aan het Royal Welsh College of Music and Drama, de Guildhall School of Music en de Middlesex University.
- Virtual International Authority File: 842154381046130291824